# Manuel Gonzalo Guirao
Manuel Gonzalo Guirao (Les Masies de Voltregà, 27 de febrer de 1966), fou un ciclista català, professional entre 1991 i 1992. Un cop retirat del ciclisme, es dedicà a la direcció esportiva.
El seu germà Víctor també competí professionalment.

## Palmarès en ciclisme
- 1987
  - 2n al Cinturó de l'Empordà
- 1989
  - Vencedor d'una etapa al Cinturó a Mallorca